# Der gute Bulle: Nur Tote reden nicht
Der gute Bulle: Nur Tote reden nicht ist ein deutscher Fernsehfilm von Lars Becker aus dem Jahr 2020 mit Armin Rohde in der Hauptrolle. Es ist der dritte Film der Krimireihe Der gute Bulle und wurde erstmals am 30. Oktober 2020 auf arte ausgestrahlt.

## Handlung
Bei der Ankunft auf dem Berliner Flughafen fällt den Zollbeamten eine Kolumbianerin aufgrund von Widersprüchen in ihren Angaben und einem falschen Pass auf. Bei der näheren Untersuchung wird festgestellt, dass sie als Bodypackerin Drogen aus Kolumbien nach Deutschland schmuggeln wollte. Fredo Schulz und sein Kollege Milan Filipovic sollen die Frau vom Zoll abholen und zum Polizeirevier bringen. Für Filipovic ist es sein letzter Arbeitstag, denn er hat sich entschlossen den Dienst zu quittieren. Er fühlt sich am Tod seiner Freundin schuldig, die bei seinem letzten Fall erschossen wurde und deshalb will er sich neu orientieren. Auf dem Weg zum Präsidium kommt es zu einem Zwischenfall, als die Kolumbianerin darauf drängt auf die Toilette zu müssen. Sie halten deshalb an einer Raststätte, wo Schulz von einem Mann niedergeschlagen wird und dieser Filipovic erschießt, als dieser die Waffe zieht. Schulz ist schockiert und ertränkt seinen Kummer in Alkohol.
Nachdem Schulz und seine Kollegen die Beerdigung von Filipovic hinter sich gebracht haben, bekommt Schulz den Neuling Radu Lupescu als Partner zugeteilt. Bei ihrer ersten Streifenfahrt hat Schulz nichts anderes im Fokus, als den Schuldigen am Tod seines Expartners zu finden. Von einem kleinen Straßendealer erhält er den Hinweis auf einen korrupten Zollbeamten am Flughafen. Die Recherche der infrage kommenden Beamten, bringt keinen Hinweis, da gegen keinen der dort arbeitenden Kollegen disziplinarisch etwas vorliegt. Schulz und Lupescu begeben sich deshalb direkt zum Flughafen und versuchen vor Ort etwas Unruhe zu verbreiten. Das gelingt und sehr schnell macht sich Zollbeamter Bruno Bogdan verdächtigt, da er schon kurz nach dem Gespräch mit Schulz seine Arbeitsstätte verlässt.
Bogdan kontaktiert seinen Kollegen Ronny Herzog und schlägt vor, dass sie vorerst eine Pause machen sollten, doch da Herzog dringend Geld für seine schwer krebskranke Frau benötigt, will er auf jeden Fall weitermachen. Beide sind sich jedoch darüber einig, dass Drogendealer Marlon Prokop, mit dem sie zusammenarbeiten und der ihnen die Bodypacker besorgt, ein Problem werden könnte. Damit sollen sie recht behalten, denn nachdem die Polizei per Zufall die gesuchte Kolumbianerin vom Flughafen aufgreifen kann, erfahren sie von ihr nicht nur die Namen der korrupten Zollbeamten, sondern auch den ihres Dealers. Schulz und sein neuer Kollege nehmen Marlon Prokop fest und können anhand der ballistischen Untersuchung beweisen, dass er Milan Filipovic erschossen hat. Um belastbares Material gegen Bogdan und Herzog zu haben, wäre die Aussage von Prokop wichtig, doch er wird bei der Überführung von einem Motorradfahrer erschossen.
Bogdan wird festgenommen, weil das Motorrad zweifelsfrei als das seine identifiziert wird und auch die Kolumbianerin Paz Flores bereit ist, gegen ihn und Ronny Herzog auszusagen. Als Gegenleistung wird ihr und ihrem kleinen Sohn eine dauerhafte Aufenthaltsgenehmigung in Aussicht gestellt.

## Hintergrund
Der Film wurde vom 21. Oktober bis zum 27. November 2019 in Berlin gedreht.

## Rezeption

### Einschaltquote
Die Erstausstrahlung hatte Der gute Bulle:Nur Tote reden nicht in Deutschland am 30. Oktober 2020 auf arte. Bei der ersten Ausstrahlung im Abendprogramm des ZDF am 17. Februar 2021 wurde der Film von 5,32 Millionen Zuschauern gesehen; er erreichte einen Marktanteil von 16,3 Prozent.

### Kritiken
Auf tittelbach.tv schrieb Rainer Tittelbach: „In ‚Der gute Bulle: Nur Tote reden nicht‘, dem dritten Film aus der Reihe Der gute Bulle, werden Gefühle […] besonders forciert: Wer Freunde, Kinder oder den Partner verliert, den wirft es leicht aus der Bahn. Selbst die korrupten Beamten haben nachvollziehbare Gründe für ihr Tun. Autor-Regisseur Becker, noch nie ein Freund klassischer Whodunits, hat beste Voraussetzungen für eine spannende Geschichte geschaffen. Dramaturgie und Inszenierung harmonieren vorzüglich miteinander. Das Weniger-ist-mehr-Prinzip gibt Top-Mimen wie Rohde, Hasanovic, Ljubek & Tambrea alle Möglichkeiten.“
Laut Elisa Eberle von Prisma.de bleibe der Film „bis zur letzten Minute spannend.“ „Zu verdanken ist dies nicht zuletzt dem Hauptdarsteller Armin Rohde. Mit der für ihn typischen ruppigen, grimmigen Art versteht es der inzwischen 65-Jährige seit Jahrzehnten, sein Publikum in den Bann zu ziehen. Doch immer schimmert auch faszinierendes gutes Stück sensible Kunst durch die Genre-Rollen des deutschen Schauspiel-Originals.“ „Mit diesen Ingredienzien und einem sehr soliden Kriminaldrama weiß auch Film drei [der Krimireihe] zu überzeugen.“
Bei film-rezensionen.de wertete Oliver Armknecht: „Als tatsächlicher Krimi ist ‚Der gute Bulle: Nur Tote reden‘ nicht […][übermäßig] ausgefeilt. Becker verrät von Anfang an, wer hinter allem steckt, auch bei den Abläufen verzichtet er auf jedes Geheimnis. Dem Publikum bleibt daher nur abzuwarten, bis Schulz den Wissensvorsprung einholt. Dass das geschieht, ist natürlich obligatorisch. Der Weg dorthin ist jedoch nur mäßig spannend, man hatte nicht wirklich Interesse daran, sich Schritt für Schritt das Ende zu erarbeiten.“ Armknecht meinte das „Konzept [wäre] zwar nicht uninteressant“, doch die „konkrete Umsetzung lässt hingegen schon zu wünschen übrig. So werden die Themen zu aufdringlich und repetitiv ins Publikum geprügelt.“ Man gab „sich wenig Mühe, einen einigermaßen glaubwürdigen Ablauf zu schaffen, verließ sich auf billige Zufälle, um die Geschichte voranzutreiben.“
Michael Hanfeld von der FAZ meinte: Dem Regisseur gelingt es ganz verschiedene Charaktere zu beleuchten und das alles „erfahren wir binnen neunzig Minuten, darin liegt die Kunstfertigkeit Lars Beckers[…] mehr als in den gängigen Fernsehkrimis. Die Schauspieler haben Raum, weil der Plot auf alle Faxen verzichtet. Ihre Figuren umkreisen einander, niemandes Spur verliert sich, alle haben etwas zu erzählen, selbst wenn sie den Mund kaum aufbekommen.“